# Línea 28 (Maldonado)
La línea 28 es un servicio de transporte colectivo del departamento de Maldonado, Uruguay. Parte de la ciudad de Pan de Azúcar y su destino es San Carlos, pasando por la ciudad de Maldonado.

## Horarios
Su primera salida se da a las 6:15 desde La Capuera, donde ingresa al kilómetro 110 (salvo los fines de semana y feriados), y a las 6:50 a partir de la propia terminal de ómnibus de Pan de Azúcar. Mientras que la última va a las 17:10, llegando por última vez a San Carlos a las 18:35 y volviendo al origen a las 20:30 (horarios aproximados).